# Taiwan op de Olympische Zomerspelen 1960
Republiek China of Formosa China nam deel aan de Olympische Zomerspelen 1960 in Rome, Italië. De tienkamper Yang Chuan-Kwang gaat de geschiedenisboeken in als de atleet die de allereerste medaille voor China wint. Ook toen het land onder de naam Republiek China deelnam en het het gehele vasteland van China omvatte werd er nog nooit een medaille gewonnen.

## Medailleoverzicht
| Sport    | Olympiër         | Discipline   | Medaille |
| -------- | ---------------- | ------------ | -------- |
| Atletiek | Yang Chuan-Kwang | tienkamp (m) | Zilver   |

## Deelnemers en resultaten

### Atletiek
| Olympiër         | Discipline       | Resultaat | Prestatie                         |
| ---------------- | ---------------- | --------- | --------------------------------- |
| Tsai Cheng-Fu    | 100m (m)         | 48e       | serie 7: 5de in 11,2              |
| Tsai Cheng-Fu    | 200m (m)         | 54e       | serie 4: 5de in 22,9              |
| Li Po-Ting       | 400m (m)         | 42e       | serie 5: 4de in 49,5              |
| Li Po-Ting       | 400m horden (m)  | 31e       | serie 6: 6de in 54,23             |
| Yang Chuan-kwang | Tienkamp (m)     | Zilver    | 8334 punten                       |
|                  |                  |           |                                   |
| Chi Cheng        | 80m horden (v)   | 28e       | serie 6: 5de in 12,71             |
| Lin Chau-Tai     | verspringen (v)  | 25e       | kwalificatie: 25ste met 5,51m     |
| Wu Jin-Yun       | kogelstoten (v)  | 18e       | kwalificatie: 18de met 11,76m     |
| Wu Jin-Yun       | discuswerpen (v) | DNF       | kwalificatie: geen geldige poging |

### Boksen
| Olympiër     | Discipline | Resultaat | Prestatie                                                                  |
| ------------ | ---------- | --------- | -------------------------------------------------------------------------- |
| Hsu Teng-Yun | -57kg (m)  | 9e        | 1ste ronde: vrij 2de ronde: V van RSA Meyers                               |
| Chang Lo-Pu  | -75kg (m)  | 5e        | 1ste ronde: vrij 2de ronde: W van BEL Saerens kwartfinale: V van USA Crook |

### Gewichtheffen
| Olympiër      | Discipline | Resultaat | Prestatie                                                                   |
| ------------- | ---------- | --------- | --------------------------------------------------------------------------- |
| Ko Bu-Beng    | -75kg (m)  | DNF       | drukken: 15de met 110kg trekken: 16de met 105kg stoten: geen geldige poging |
| Jue Chin-Shen | -75kg (m)  | DNF       | drukken: geen geldige poging                                                |

### Schietsport
| Olympiër       | Discipline                  | Resultaat    | Prestatie                                                                                            |
| -------------- | --------------------------- | ------------ | --- |
| Wu Tao-yan     | 50m geweer 3 houdingen (m)  | 9e           | kwalificatie groep 1: 21ste met 540 punten (189-187-164) finale: 36ste met 1104 punten (392-377-335) |
| Wu Tao-yan     | 300m geweer 3 houdingen (m) | 26e          | kwalificatie groep 1: 15de met 527 punten (190-172-165) finale: 26ste met 1074 punten (374-367-333)  |
| Wu Tao-yan     | 25m snelvuurpistool (m)     | 47e          | 546 punten: (267-279)                                                                                |
| Wang Ching-Rui | trap (m)                    | kwalificatie | |

### Voetbal
| Olympiër | Discipline | Resultaat | Prestatie                                                                      |
| --- | ---------- | --------- | ------------------------------------------------------------------------------ |
| Chan Fai-Hung Chow Shiu-Hung Kwok Kam-Hung Kwok Yau Spencer Lam Lau Kin-Chung Lau Tim Law Pak Lo Kwok-Tai Mok Chun-Wah Wong Chi-Keung Wong Man-Wai Yiu Cheuk-Yin | mannen     | 16e       | groep B: 4de V van Italië: 1-4 V van Brazilië: 0-5 V van Groot-Brittannië: 2-3 |

| Groep B |                  |             |             |             |             |            |            |            |        |
| #       | Land             | Wedstrijden | Wedstrijden | Wedstrijden | Wedstrijden | Doelpunten | Doelpunten | Doelpunten | Punten |
| #       | Land             | G           | W           | G           | V           | V          | T          | Saldo      | Punten |
| 1       | Italië           | 3           | 2           | 1           | 0           | 9          | 4          | +5         | 5      |
| 2       | Brazilië         | 3           | 2           | 0           | 1           | 10         | 6          | +4         | 4      |
| 3       | Groot-Brittannië | 3           | 1           | 1           | 1           | 8          | 8          | 0          | 3      |
| 4       | Taiwan           | 3           | 0           | 0           | 3           | 3          | 12         | –9         | 0      |

| Ronde       | Datum    | Plaats           | Land | Score  | Land |
| ----------- | -------- | ---------------- | ---- | ------ | ---- |
| Groepsfase  |          |                  |      |        |      |
| 26 augustus | Napoli   | Italië           | 4-1  | Taiwan |      |
| 29 augustus | Rome     | Brazilië         | 5-0  | Taiwan |      |
| 1 september | Grosseto | Groot-Brittannië | 3-2  | Taiwan |      |

### Zwemmen

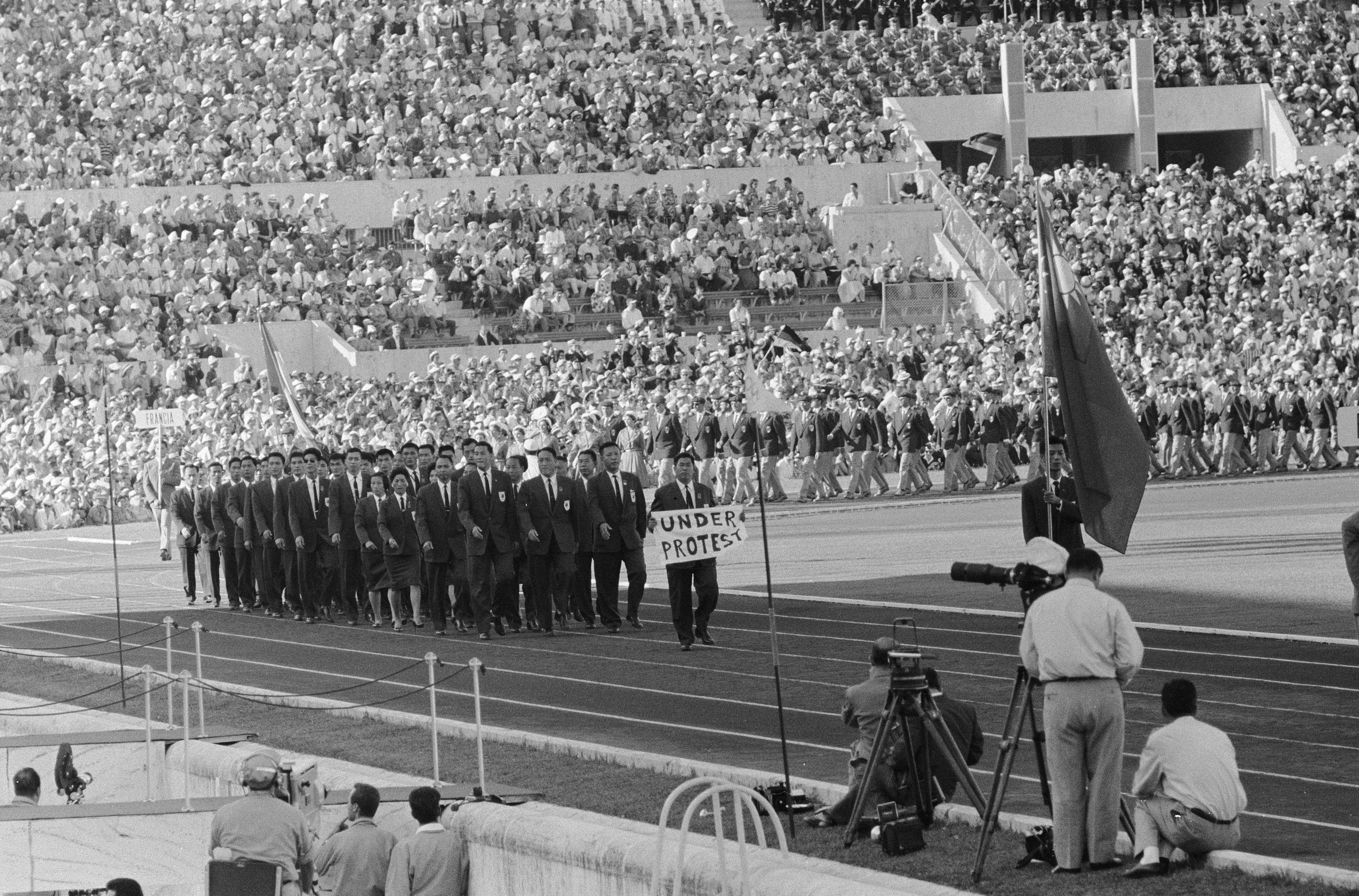
Ploeg van Taiwan (Formosa) tijdens de opening van de Olympische Zomerspelen 1960. Omdat Taiwan van het Olympisch Comité moest meedoen onder de naam Formosa, liepen zij mee "onder protest"

| Olympiër   | Discipline          | Resultaat | Prestatie              |
| ---------- | ------------------- | --------- | ---------------------- |
| Laurel Lee | 200m schoolslag (m) | 29e       | serie 4: 6de in 2.52,8 |

Afghanistan · Argentinië · Australië · Bahama's · België · Bermuda · Birma · Brazilië · Brits-Guiana · Bulgarije · Canada · Ceylon · Chili · Colombia · Cuba · Denemarken · Duits eenheidsteam · Ethiopië · Fiji · Filipijnen · Finland · Frankrijk · Ghana · Griekenland · Groot-Brittannië · Haïti · Hongarije · Hongkong · Ierland · IJsland · India · Indonesië · Irak · Iran · Israël · Italië · Japan · Joegoslavië · Kenia · Libanon · Liberia · Liechtenstein · Luxemburg · Malakka · Malta · Marokko · Mexico · Monaco · Nederland · Nederlandse Antillen · Nieuw-Zeeland · Nigeria · Noorwegen · Oeganda · Oostenrijk · Pakistan · Panama · Peru · Polen · Portugal · Puerto Rico · Roemenië · San Marino · Singapore · Soedan · Sovjet-Unie · Spanje · Suriname · Taiwan · Thailand · Tsjecho-Slowakije · Tunesië · Turkije · Uruguay · Venezuela · Verenigde Arabische Republiek · Verenigde Staten · Vietnam · West-Indische Federatie · Zuid-Afrika · Zuid-Korea · Zuid-Rhodesië · Zweden · Zwitserland